# アユルシリダラ
アユルシリダラ（モンゴル語：ᠠᠶᠣᠰᠢᠷᠢᠳᠠᠷ᠎ᠠ, ラテン文字転写: Ayurširidara）はモンゴル帝国の第16代ハーン（北元としては第2代皇帝）。尊号はビリクト・ハーン（モンゴル語：ᠪᠢᠯᠢᠭᠲᠦ
ᠬᠠᠭᠠᠨ, ラテン文字転写: Biligtü Khan）。モンゴル人と高麗人の混血である。

## 生涯
恵宗トゴン・テムルの長男。至正13年（1353年）に皇太子となり、次第に政治権力を自ら握ることを志向するが、政治に意欲を失った恵宗の元で政権を操っていた重臣たちは皇太子の政権奪取を快く思わなかったため、彼らと対立した。
至正24年（1364年）、反皇太子派は大同を本拠地とする軍閥ボロト・テムルを首都大都に呼び込んだため、アユルシリダラは大都を離れてボロト・テムルの政敵である河南の軍閥ココ・テムルを頼り、太原に逃れた。翌至正25年（1365年）、アユルシリダラはココ・テムルに命じてボロト・テムルを討たせ、大都に帰って政権を握った。しかし、この内紛の結果、元軍は質量ともに惨憺たる状況に陥った。至正27年（1367年）、父帝によって中書令・枢密使に任命され、行政と軍事においてハーンに匹敵する権限を与えられるが、その間に江南では朱元璋が着々と勢力を拡大していた。
至正28年（1368年）、河南で防衛にあたっていたココ・テムルの軍が朱元璋の建国した明の北伐軍に敗れて大都を守る軍事力が失われたため、アユルシリダラは父帝と共に大都を放棄してモンゴル高原南部の応昌府へ逃れた。至正30年4月17日（1370年5月25日）に父帝が応昌府で崩御するとハーンに即位したが、その隙を李文忠率いる明軍に突かれて翌5月に応昌府を追われ、数十騎を引き連れてモンゴル高原中央部の旧都カラコルムへ逃亡した。既にカラコルムに到達していたココ・テムルに国事を任せ、元号を宣光とした。さらに遅れてモンゴル高原へと逃れてきた軍と合流し、態勢を立て直した。
宣光2年（1372年）1月、明の徐達率いる大軍がモンゴル高原に侵攻してカラコルムに迫ってくると、ココ・テムルの活躍によりトール川・嶺北で明軍を撃退することに成功した。その後は漢地の再奪取を目指し、ココ・テムルを総司令官として軍を南下させ、一時は山西北部まで勢力を盛り返すが、宣光5年（1375年）にココ・テムルが病死してからは反攻も頓挫することとなった。その3年後の宣光8年（1378年）にカラコルムで崩御し、後を異母弟ともされるトグス・テムルが継いだ。